# Pseudonaclia puella
Pseudonaclia puella är en fjärilsart som beskrevs av Jean Baptiste Boisduval 1847. Pseudonaclia puella ingår i släktet Pseudonaclia och familjen björnspinnare. Inga underarter finns listade.